# Priorado de Tomar
Priorado de Tomar era a designação dada à estrutura canónica associada ao governo espiritual da Ordem de Cristo. O prior de Tomar era um prelado que tinha o governo espiritual da Ordem e, após o início dos Descobrimentos Portugueses, dos territórios descobertos e ainda não estruturados em dioceses. No final do século XIX, foi incorporado ao Priorado de Lisboa.